# Стар-Гарбор (Техас)
Стар-Гарбор (англ. Star Harbor) — місто (англ. city) в США, в окрузі Гендерсон штату Техас. Населення — 482 особи (2020).

## Географія
Стар-Гарбор розташований за координатами 32°11′32″ пн. ш. 96°3′18″ зх. д. / 32.19222° пн. ш. 96.05500° зх. д. (32.192142, -96.055069).  За даними Бюро перепису населення США в 2010 році місто мало площу 1,43 км², з яких 1,21 км² — суходіл та 0,22 км² — водойми.

## Демографія
Згідно з переписом 2010 року, у місті мешкали 444 особи в 210 домогосподарствах у складі 162 родин. Густота населення становила 310 осіб/км².  Було 319 помешкань (223/км²).
Расовий склад населення:
| - 96,2 % — білих - 1,4 % — азіатів - 0,9 % — корінних американців - 1,4 % — осіб інших рас |

До двох чи більше рас належало 0,2 %. Частка іспаномовних становила 2,7 % від усіх жителів.
За віковим діапазоном населення розподілялося таким чином: 11,7 % — особи молодші 18 років, 42,4 % — особи у віці 18—64 років, 45,9 % — особи у віці 65 років та старші. Медіана віку мешканця становила 61,8 року. На 100 осіб жіночої статі у місті припадало 89,7 чоловіків;  на 100 жінок у віці від 18 років та старших — 84,9 чоловіків також старших 18 років.
Середній дохід на одне домашнє господарство  становив 90 916 доларів США (медіана — 70 179), а середній дохід на одну сім'ю — 100 222 долари (медіана — 78 125). За межею бідності перебувало 2,5 % осіб, у тому числі 5,0 % дітей у віці до 18 років та 1,3 % осіб у віці 65 років та старших.
Цивільне працевлаштоване населення становило 214 осіб. Основні галузі зайнятості: освіта, охорона здоров'я та соціальна допомога — 33,2 %, науковці, спеціалісти, менеджери — 9,8 %, публічна адміністрація — 9,3 %.